# Apogònids

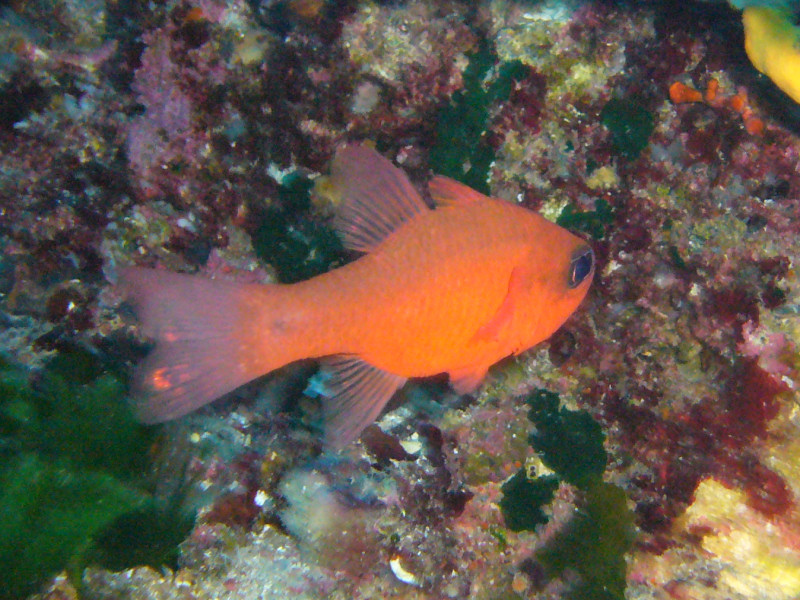
Apogon imberbis fotografiat a Croàcia.

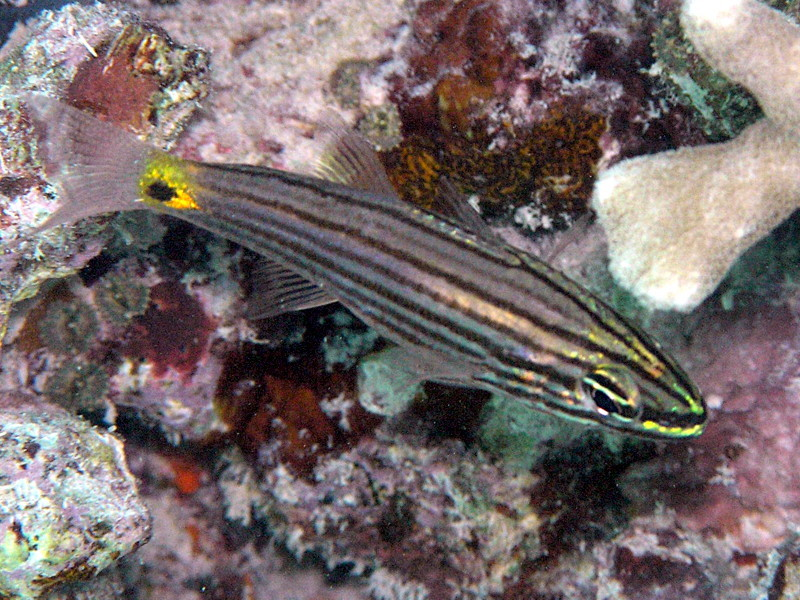
Cheilodipterus artus

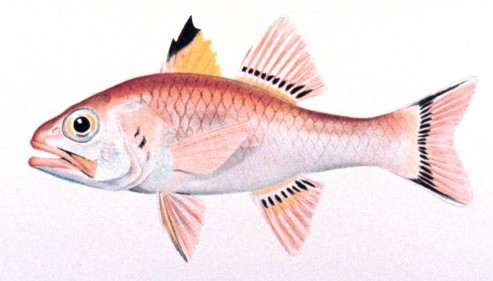
Apogon taeniopterus

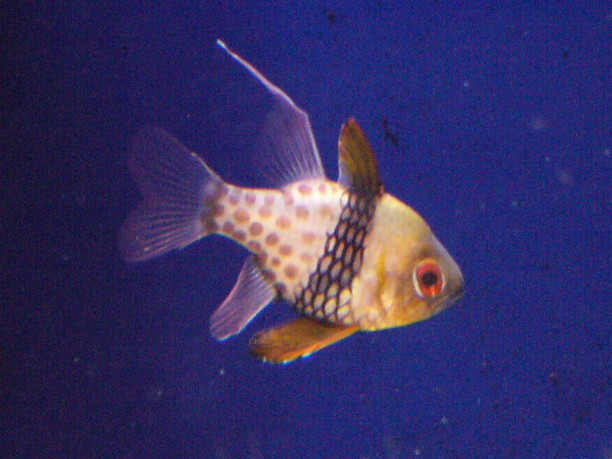
Sphaeramia nematoptera

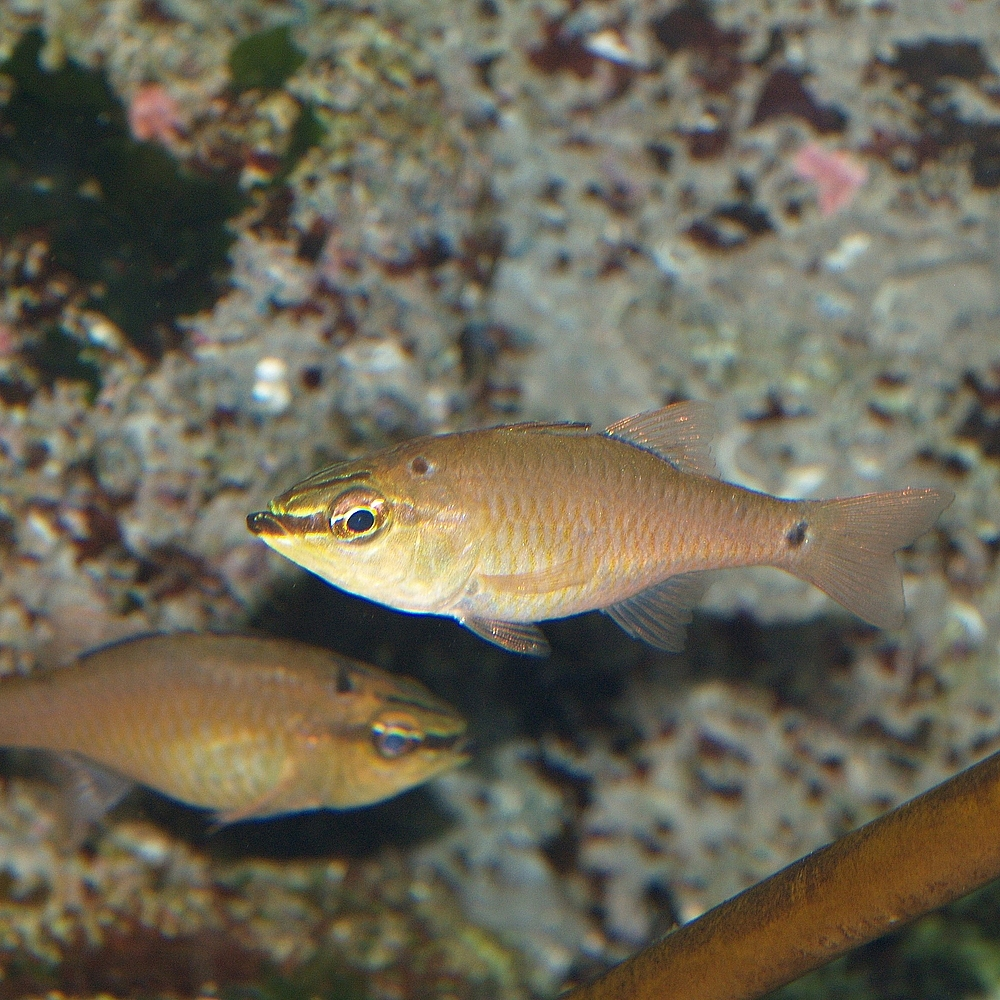
Apogon notatus

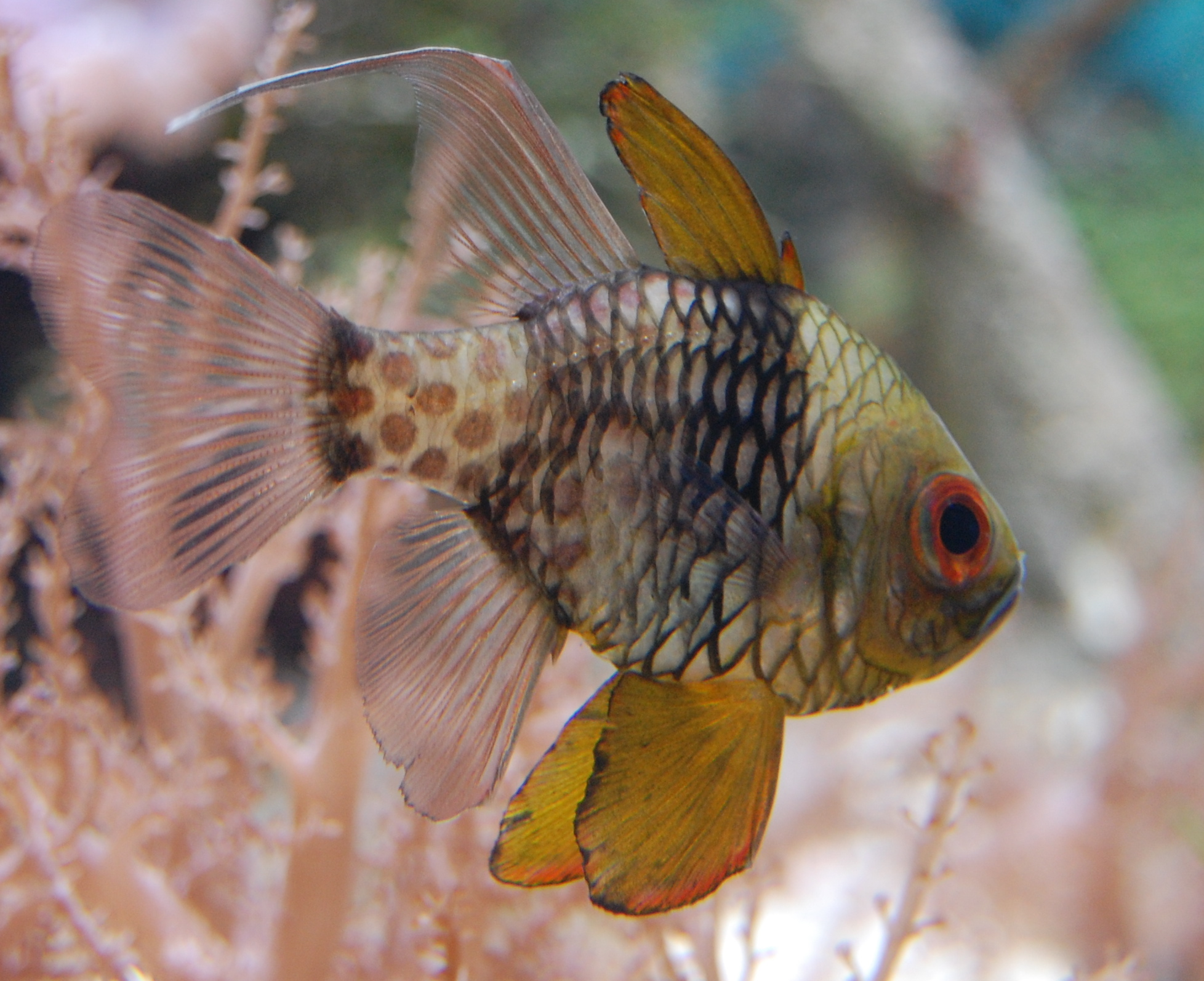
Peix cardenal pijama (Sphaeramia nematoptera)

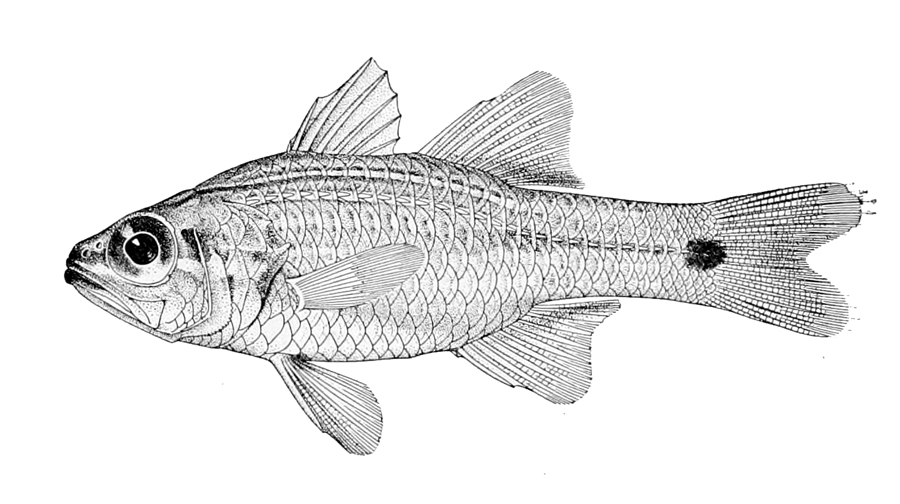
Apogon cavitensis

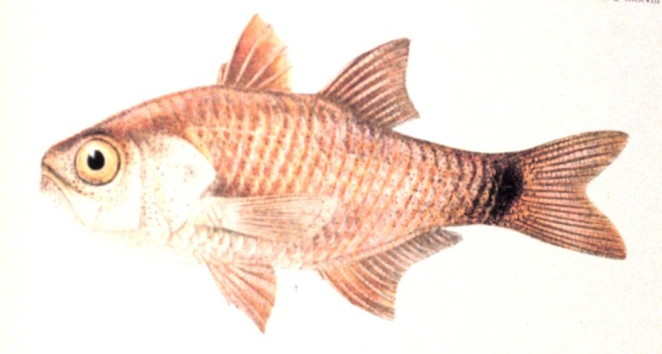
Archamia lineolata

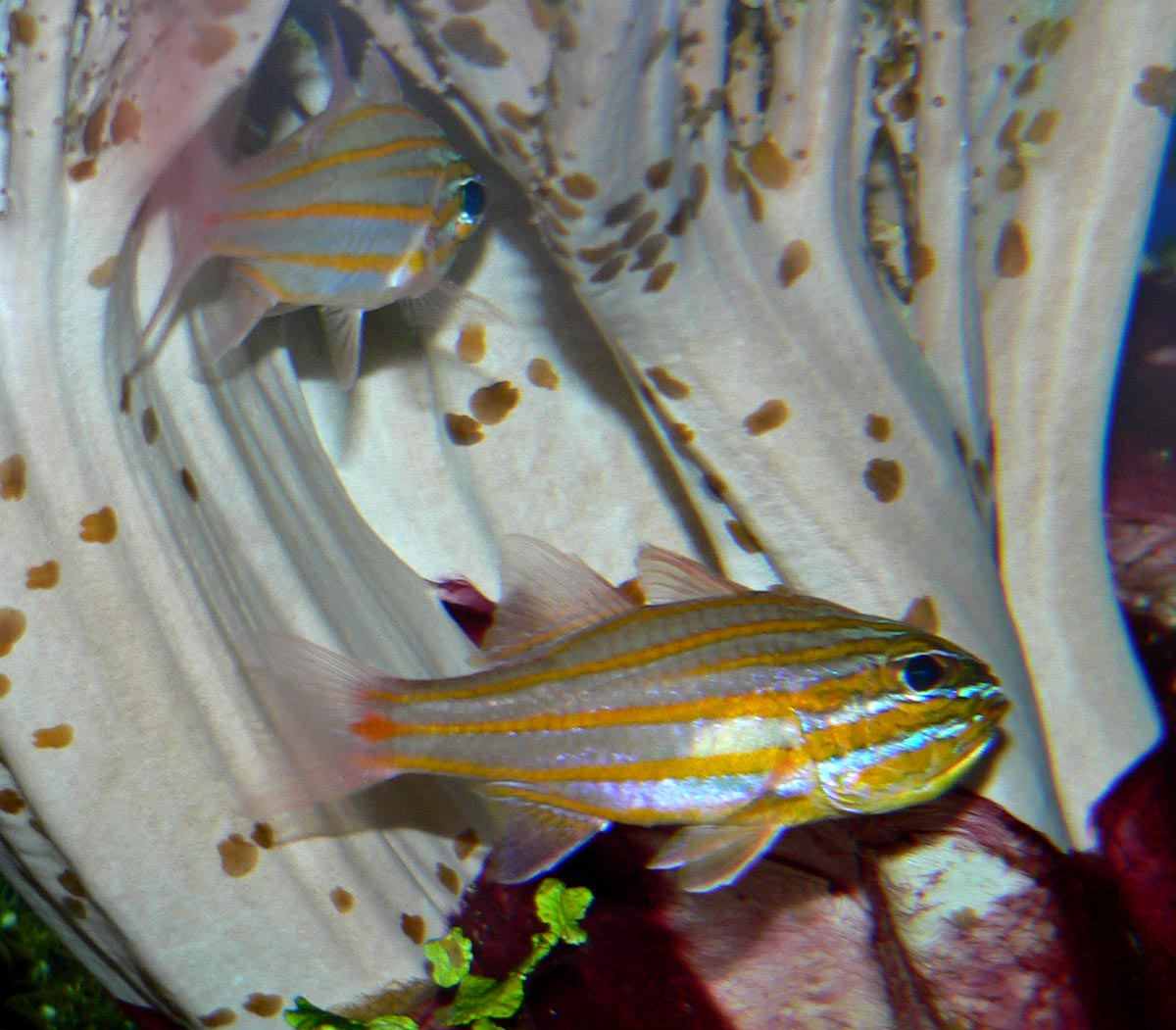
Apogon cyanosoma

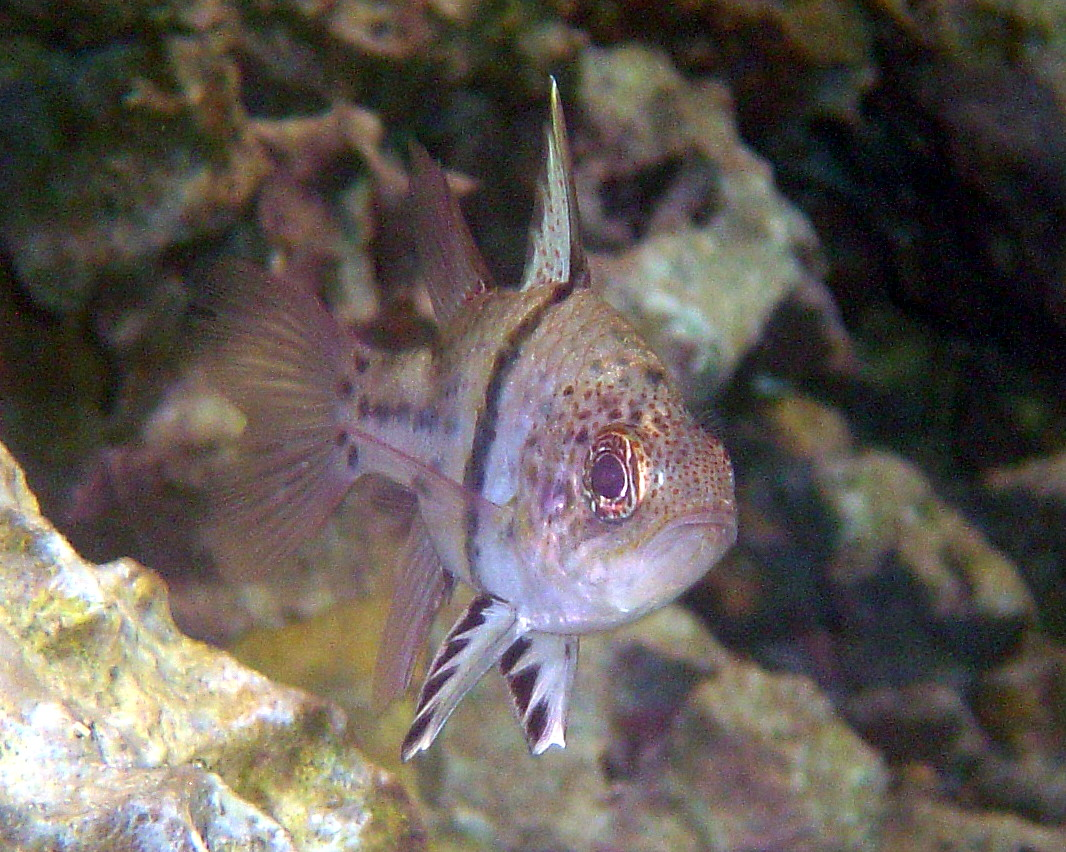
Sphaeramia orbicularis

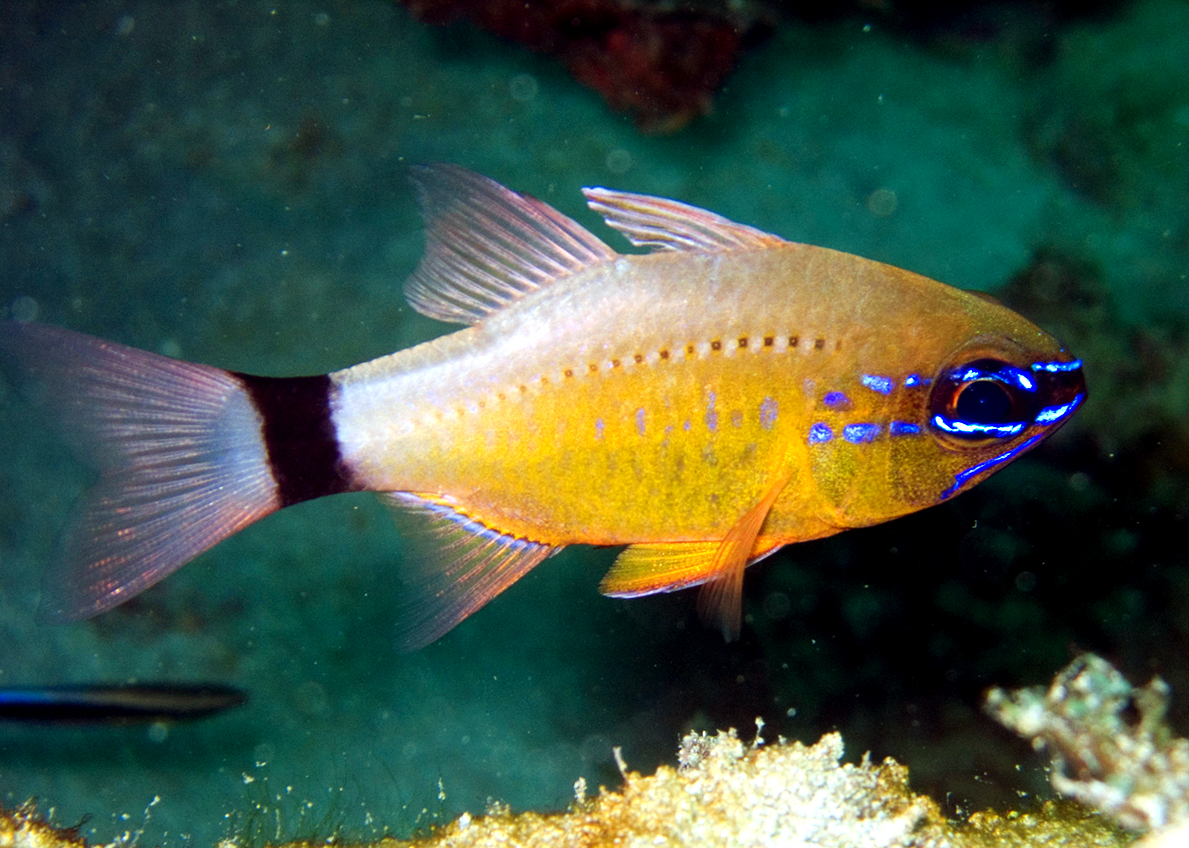
Apogon aureus

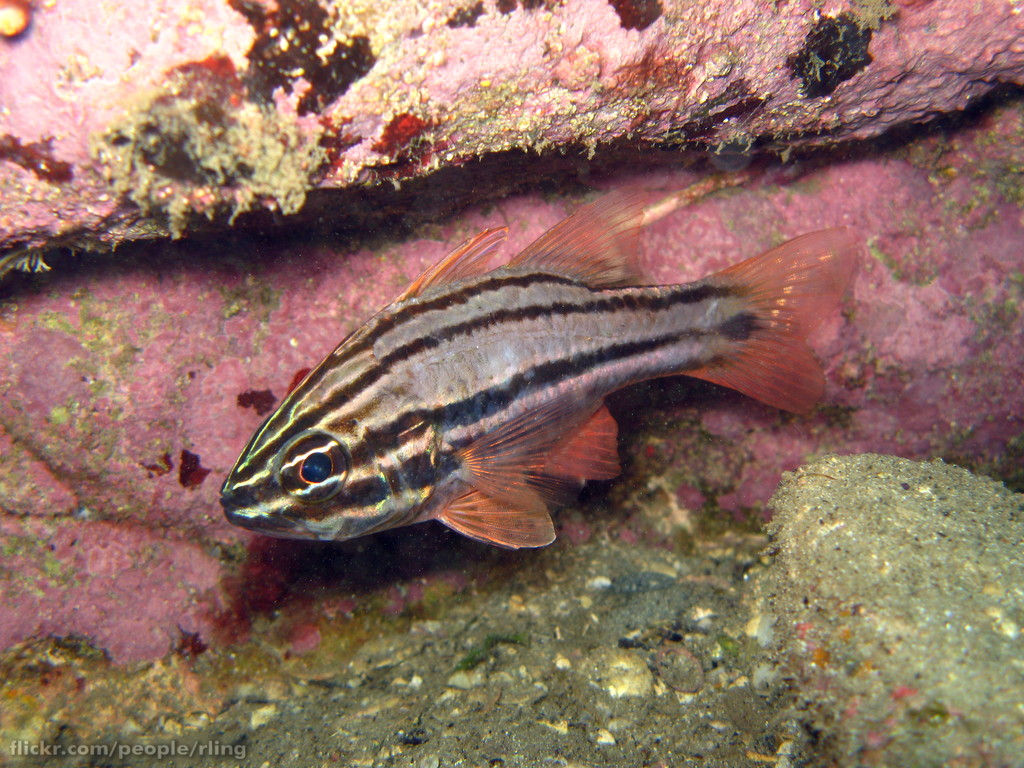
Apogon limenus

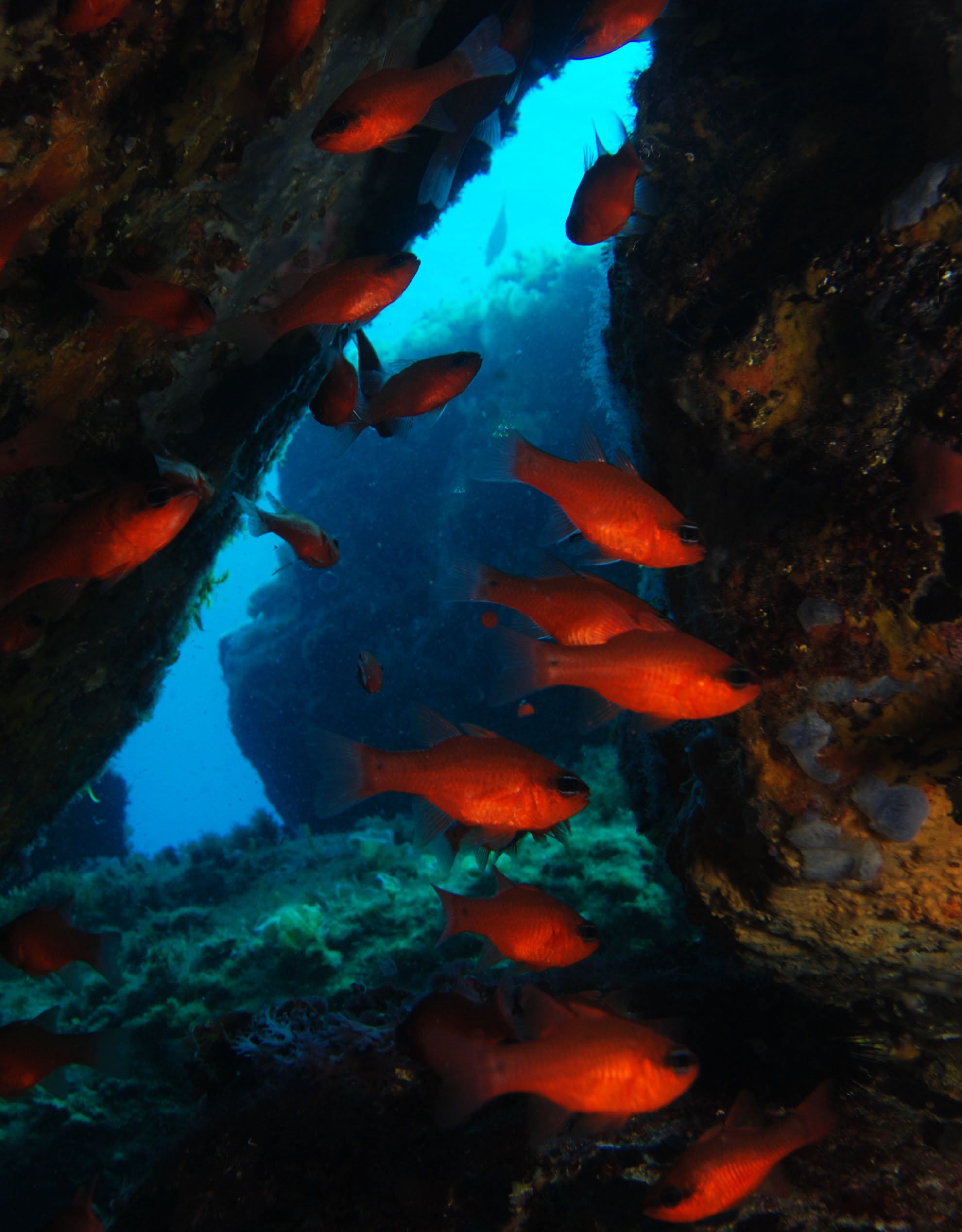
Apogon imberbis

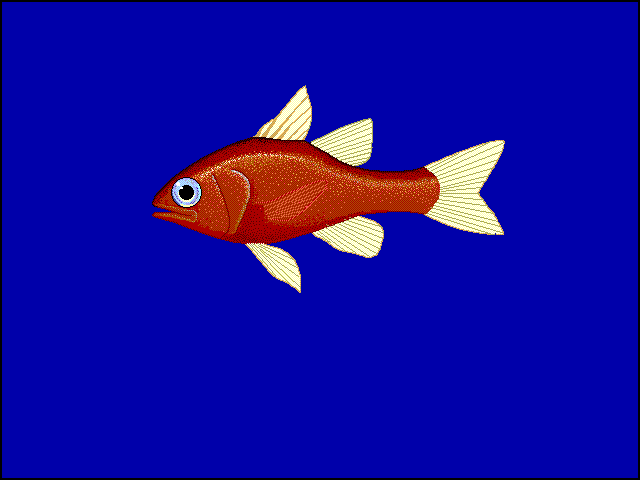
Apogon coccineus

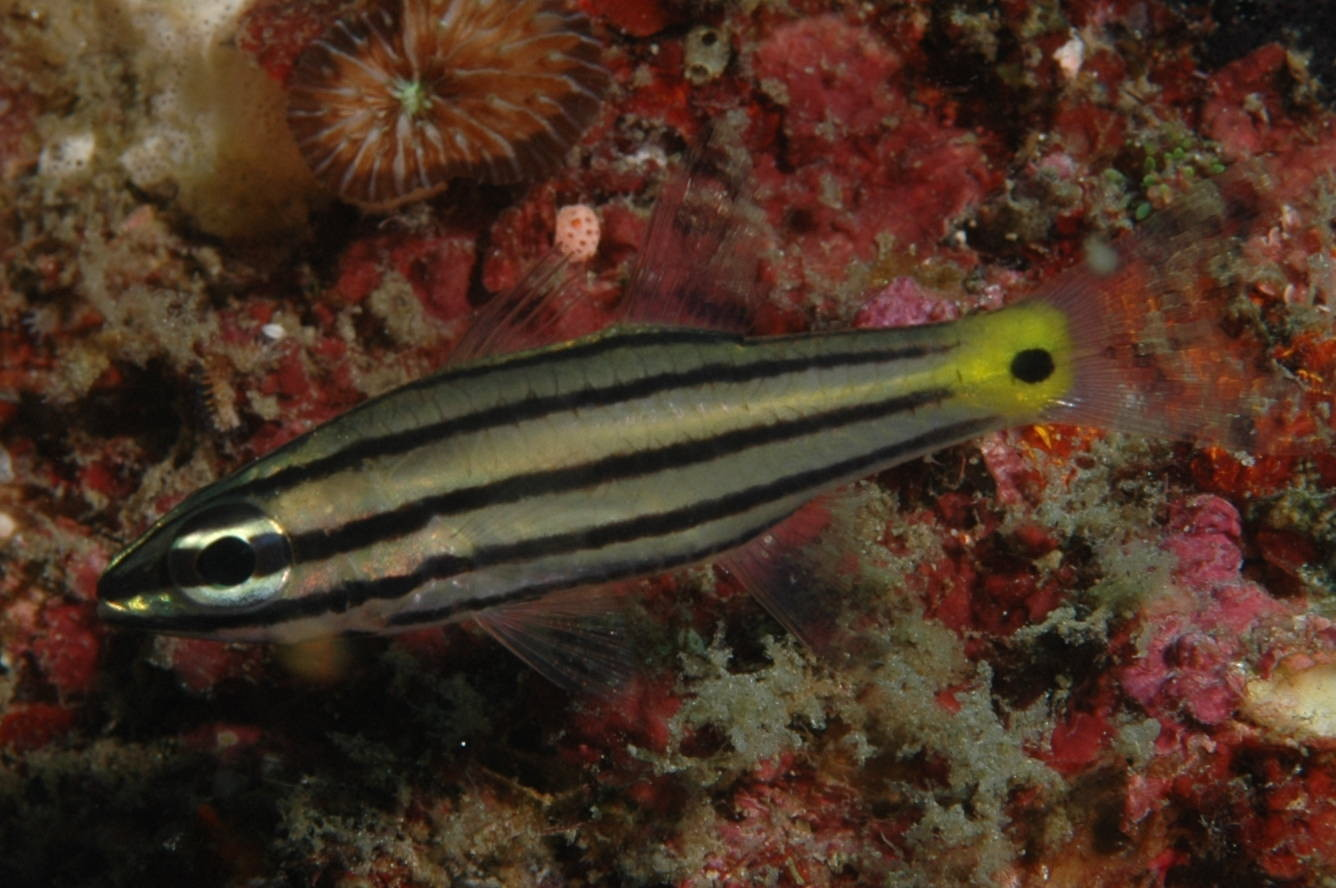
Cheilodipterus quinquelineatus

La família dels apogònids (Apogonidae) és constituïda per peixos de l'ordre dels perciformes semblants als serrànids i dels quals es distingeixen per les dues espines de l'aleta anal i per les escates més grans i poc adherents.

## Morfologia
- L'espècie de màxima llargada fa 20 cm, tot i que la majoria no depassen els 10.
- El cos és fusiforme.
- Nombre de vèrtebres: 24 o 25 (10 + 14 o 15)
- Presenten dues aletes dorsals de la mateixa llargària, però més altes que llargues.
- Els ulls són molt grossos amb un diàmetre semblant a la llargària de la primera dorsal.[4][5]

## Reproducció
La incubació dels ous es fa dins la boca.

## Alimentació
Mengen zooplàncton i petits invertebrats bentònics.

## Hàbitat
La majoria de les seues espècies prefereix viure en coves i a les escletxes de les roques o dels esculls de corall.

## Distribució geogràfica
És una família ben representada a les aigües tropicals dels oceans Atlàntic, Índic i Pacífic, i de les seues respectives mars.

## Costums
- Moltes espècies són d'hàbits nocturns.[1]
- La majoria de les seues espècies són solitàries o formen una sola parella o petits grups. Tot i així, algunes espècies del Pacífic oriental formen denses agregacions prop de la superfície dels esculls de corall.[6]

## Vida en captivitat
En general, s'adapten bé a viure dins d'un aquari.

## Taxonomia
- Gènere Apogon  (Lacépède, 1801)[7]
- Gènere Apogonichthyoides (Smith, 1949)[8]
- Gènere Apogonichthys  (Bleeker, 1854)[9]
  - Apogonichthys landoni (Herre, 1934)
  - Apogonichthys ocellatus (Weber, 1913)
  - Apogonichthys perdix  (Bleeker, 1854)
  - Apogonichthys waikiki  (Jordan & Evermann, 1903)
- Gènere Archamia  (Gill, 1863)[10]
  - Archamia ataenia (Randall & Satapoomin, 1999)
  - Archamia biguttata (Lachner, 1951)
  - Archamia bilineata (Gon & Randall, 1995)
  - Archamia bleekeri  (Günther, 1859)
  - Archamia buruensis  (Bleeker, 1856)
  - Archamia flavofasciata (Gon & Randall, 2003)
  - Archamia fucata (Cantor, 1849)
  - Archamia leai (Waite, 1916)
  - Archamia lineolata  (Cuvier, 1828)
  - Archamia macroptera  (Cuvier, 1828)
  - Archamia mozambiquensis (Smith, 1961)
  - Archamia pallida (Gon & Randall, 1995)
  - Archamia zosterophora  (Bleeker, 1856)
- Gènere Astrapogon  (Fowler, 1907)
  - Astrapogon alutus  (Jordan & Gilbert, 1882)
  - Astrapogon puncticulatus  (Poey, 1867)
  - Astrapogon stellatus (Cope, 1867)
- Gènere Cercamia  (Randall i Smith, 1988)[11]
  - Cercamia cladara (Randall & Smith, 1988)
  - Cercamia eremia (Allen, 1987)
- Gènere Cheilodipterus  (Lacépède, 1801)[12]
  - Cheilodipterus alleni (Gon, 1993)
  - Cheilodipterus arabicus  (Gmelin, 1789)
  - Cheilodipterus artus (Smith, 1961)
  - Cheilodipterus intermedius (Gon, 1993)
  - Cheilodipterus isostigmus (Schultz, 1940)
  - Cheilodipterus lachneri (Klausewitz, 1959)
  - Cheilodipterus macrodon  (Lacépède, 1802)
  - Cheilodipterus nigrotaeniatus (Smith & Radcliffe, 1912)
  - Cheilodipterus novemstriatus (Rüppell, 1838)
  - Cheilodipterus octovittatus  (Cuvier, 1828)
  - Cheilodipterus parazonatus (Gon, 1993)
  - Cheilodipterus persicus (Gon, 1993)
  - Cheilodipterus pygmaios (Gon, 1993)
  - Cheilodipterus quinquelineatus  (Cuvier, 1828)
  - Cheilodipterus singapurensis  (Bleeker, 1859)
  - Cheilodipterus zonatus (Smith & Radcliffe, 1912)
- Gènere Coranthus (Smith, 1961)[13]
  - Coranthus polyacanthus (Vaillant, 1877)
- Gènere Foa  (Jordan i Evermann a Jordan i Seale, 1905)[14]
  - Foa brachygramma (Jenkins, 1903)
  - Foa fo  (Jordan & Seale, 1905)
  - Foa hyalina (Smith & Radcliffe, 1912)
  - Foa madagascariensis (Petit, 1931)
- Gènere Fowleria  (Jordan i Evermann, 1903)[15]
  - Fowleria aurita  (Valenciennes, 1831)
  - Fowleria flammea (Allen, 1993)
  - Fowleria isostigma  (Jordan & Seale, 1906)
  - Fowleria marmorata (Alleyne & MacLeay, 1877)
  - Fowleria polystigma  (Bleeker, 1854)
  - Fowleria punctulata (Rüppell, 1838)
  - Fowleria vaiulae  (Jordan & Seale, 1906)
  - Fowleria variegata  (Valenciennes, 1832)
- Gènere Glossamia (Gill, 1863)[10]
  - Glossamia abo (Herre, 1935)
  - Glossamia aprion (Richardson, 1842)
  - Glossamia beauforti (Weber, 1907)
  - Glossamia gjellerupi (Weber & de Beaufort, 1929)
  - Glossamia heurni (Weber & de Beaufort, 1929)
  - Glossamia narindica (Roberts, 1978)
  - Glossamia sandei (Weber, 1907)
  - Glossamia trifasciata (Weber, 1913)
  - Glossamia wichmanni (Weber, 1907)
- Gènere Gymnapogon Regan, 1905)[16]
  - Gymnapogon africanus (Smith, 1954)
  - Gymnapogon annona (Whitley, 1936)
  - Gymnapogon foraminosus (Tanaka, 1915)
  - Gymnapogon japonicus (Regan, 1905)
  - Gymnapogon melanogaster (Gon & Golani, 2002)
  - Gymnapogon philippinus (Herre, 1939)
  - Gymnapogon urospilotus (Lachner, 1953)
  - Gymnapogon vanderbilti (Fowler, 1938)
- Gènere Holapogon  (Fraser, 1973)[17]
  - Holapogon maximus (Boulenger, 1888)
- Gènere Kurtamia (Prokofiev, 2006)[18]
  - Kurtamia bykhovskyi (Prokofiev, 2006)
- Gènere Lachneratus (Fraser i Struhsaker, 1991)[19]
  - Lachneratus phasmaticus (Fraser & Struhsaker, 1991)
- Gènere Mionorus
  - Mionorus bombonensis (Herre, 1925)
- Gènere Neamia (Smith i Radcliffe a Radcliffe, 1912)[20]
  - Neamia articycla (Fraser & Allen, 2006)
  - Neamia notula (Fraser & Allen, 2001)
  - Neamia octospina (Smith & Radcliffe, 1912)
- Gènere Nectamia  (Jordan, 1917)[21]
  - Nectamia ignitops (Fraser, 2008)
  - Nectamia luxuria (Fraser, 2008)
  - Nectamia similis (Fraser, 2008)
  - Nectamia viria (Fraser, 2008)
- Gènere Ostorhinchus  (Lacépède, 1802)[22]
  - Ostorhinchus leslie (Schulz & Randall, 2007)
  - Ostorhinchus luteus (Randall & Kulbicki, 1998)
- Gènere Paxton (Baldwin & Johnson, 1999)[23]
  - Paxton concilians (Baldwin & Johnson, 1999)
- Gènere Phaeoptyx (Fraser i Robins, 1970)[24]
  - Phaeoptyx conklini (Silvester, 1915)
  - Phaeoptyx pigmentaria  (Poey, 1860)
  - Phaeoptyx xenus (Böhlke & Randall, 1968)
- Gènere Pseudamia  (Bleeker, 1865)[25]
  - Pseudamia amblyuroptera  (Bleeker, 1856)
  - Pseudamia gelatinosa (Smith, 1955)
  - Pseudamia hayashii (Randall, Lachner & Fraser, 1985)
  - Pseudamia nigra (Allen, 1992)
  - Pseudamia rubra (Randall & Ida, 1993)
  - Pseudamia tarri (Randall, Lachner & Fraser, 1985)
  - Pseudamia zonata (Randall, Lachner & Fraser, 1985)
- Gènere Pseudamiops (Smith, 1954)[26]
  - Pseudamiops diaphanes (Randall, 1998)
  - Pseudamiops gracilicauda (Lachner, 1953)
  - Pseudamiops pellucidus (Smith, 1954)
  - Pseudamiops phasma (Randall, 2001)
- Gènere Pterapogon (Koumans, 1933)[27]
  - Pterapogon kauderni (Koumans, 1933)
  - Pterapogon mirifica (Mees, 1966)
- Gènere Rhabdamia  (Weber, 1909)[28]
  - Rhabdamia clupeiformis (Weber, 1909)
  - Rhabdamia cypselura (Weber, 1909)
  - Rhabdamia gracilis  (Bleeker, 1856)
  - Rhabdamia mentalis (Evermann & Seale, 1907)
  - Rhabdamia nigrimentum (Smith, 1961)
  - Rhabdamia nuda (Regan, 1905)
  - Rhabdamia spilota (Allen & Kuiter, 1994)
- Gènere Siphamia (Weber, 1909)[28]
  - Siphamia argentea (Lachner, 1953)
  - Siphamia cephalotes (Castelnau, 1875)
  - Siphamia corallicola (Allen, 1993)
  - Siphamia cuneiceps (Whitley, 1941)
  - Siphamia cuprea (Lachner, 1953)
  - Siphamia elongata (Lachner, 1953)
  - Siphamia fistulosa (Weber, 1909)
  - Siphamia fuscolineata (Lachner, 1953)
  - Siphamia guttulata (Alleyne & Macleay, 1877)
  - Siphamia jebbi (Allen, 1993)
  - Siphamia majimai (Matsubara & Iwai, 1958)
  - Siphamia mossambica (Smith, 1955)
  - Siphamia nigra (Fourmanoir & Crosnier, 1964)
  - Siphamia ovalis (Lachner, 1953)
  - Siphamia permutata (Klausewitz, 1966)
  - Siphamia roseigaster (Ramsay & Ogilby, 1887)
  - Siphamia tubifer (Weber, 1909)
  - Siphamia tubulata (Weber, 1909)
  - Siphamia versicolor (Smith & Radcliffe, 1911)
  - Siphamia woodi (McCulloch, 1921)
  - Siphamia zaribae (Whitley, 1959)
- Gènere Sphaeramia (Fowler i Bean, 1930)[29]
  - Peix cardenal pijama (Sphaeramia nematoptera)  (Bleeker, 1856)
  - Sphaeramia orbicularis  (Cuvier, 1828)
- Gènere Vincentia  (Castelnau, 1872)[30]
  - Vincentia badia (Allen, 1987)
  - Vincentia chrysura (Ogilby, 1889)
  - Vincentia conspersa (Klunzinger, 1872)
  - Vincentia macrocauda (Allen, 1987)
  - Vincentia novaehollandiae  (Valenciennes, 1832)
  - Vincentia punctata (Klunzinger, 1879)
- Gènere Zoramia  (Jordan, 1917)[21]
  - Zoramia flebila (Greenfield, Langston & Randall, 2005)[31]
  - Zoramia fragilis (Smith, 1961)[32]
  - Zoramia gilberti  (Jordan & Seale, 1905)
  - Zoramia leptacantha  (Bleeker, 1856-1857)[33]
  - Zoramia perlita (Fraser & Lachner, 1985)
  - Zoramia viridiventer (Greenfield, Langston & Randall, 2005)[34][35][36]